# 타나카 칸
타나카 칸(일본어: 田中完, 1964년 9월 22일 ~ )는 일본의 성우이다.

## 출연 작품

### TV 애니메이션
2002년
- 우정의 그라운드(송종구, 쿠로사키)

2005년
- 스타쉽 오퍼레이터즈(한스 게오르그 헤르만)
- 은아전설 위드(후크)

2007년
- 스카이 걸스(오오토 다이지)

2008년
- 광란가족일기(사루와타리 이누히코)

2019년
- 반역성 밀리언아서(토니)

### OVA
2002년
- 일격살충!! 호이호이씨(점장)

2006년
- 스카이 걸스 OVA(오오토)